# Arthur A. Ross
Arthur A. Ross (* 4. Februar 1920 in Chicago, Illinois; † 11. November 2008 in Los Angeles, Kalifornien) war ein US-amerikanischer Drehbuchautor.

## Leben
Ross war ab Mitte der 1940er Jahre als Drehbuchautor tätig. In den 1950er Jahren wandte er sich vermehrt dem Fernsehen zu. 1963 wurde er für eine Folge der Serie Kraft Mystery Theater mit dem Edgar Allan Poe Award ausgezeichnet.
Für das Drehbuch zu Brubaker war er 1981 zusammen mit W. D. Richter für den Oscar in der Kategorie Bestes Originaldrehbuch nominiert.
Sein 1956 geborener Sohn Gary Ross ist ebenfalls als Drehbuchautor aktiv.

## Filmografie (Auswahl)
- 1949: Rauschgiftbrigade (Port of New York)
- 1952: Okinawa
- 1953: Die Nacht der Abrechnung (The Stand at Apache River)
- 1954: Der Schrecken vom Amazonas (Creature from the Black Lagoon)
- 1956: Das Ungeheuer ist unter uns (The Creature Walks Among Us)
- 1959: Die 9-Meter-Braut (The 30 Foot Bride of Candy Rock)  mit Rowland Barber
- 1960: Herr der drei Welten (The 3 Worlds of Gulliver)
- 1961: Harold Lloyd – Selten so gelacht (World of Comedy)
- 1965: Das große Rennen rund um die Welt (The Great Race)
- 1980: Brubaker